# Little Caesars
Little Caesars – amerykańska sieć pizzerii. Według szacunków jest to czwarta co do wielkości sieć tego typu w USA. Posiada swoje restauracje w 26 państwach.
Firma Little Caesars została założona przez Mike’a i Marian Ilitchów 8 maja 1959 roku w Garden City w Michigan jako „Little Caesars Pizza Treat”. Znana jest ze swojego hasła reklamowego: „Pizza! Pizza!”, wprowadzonego w 1979 roku.

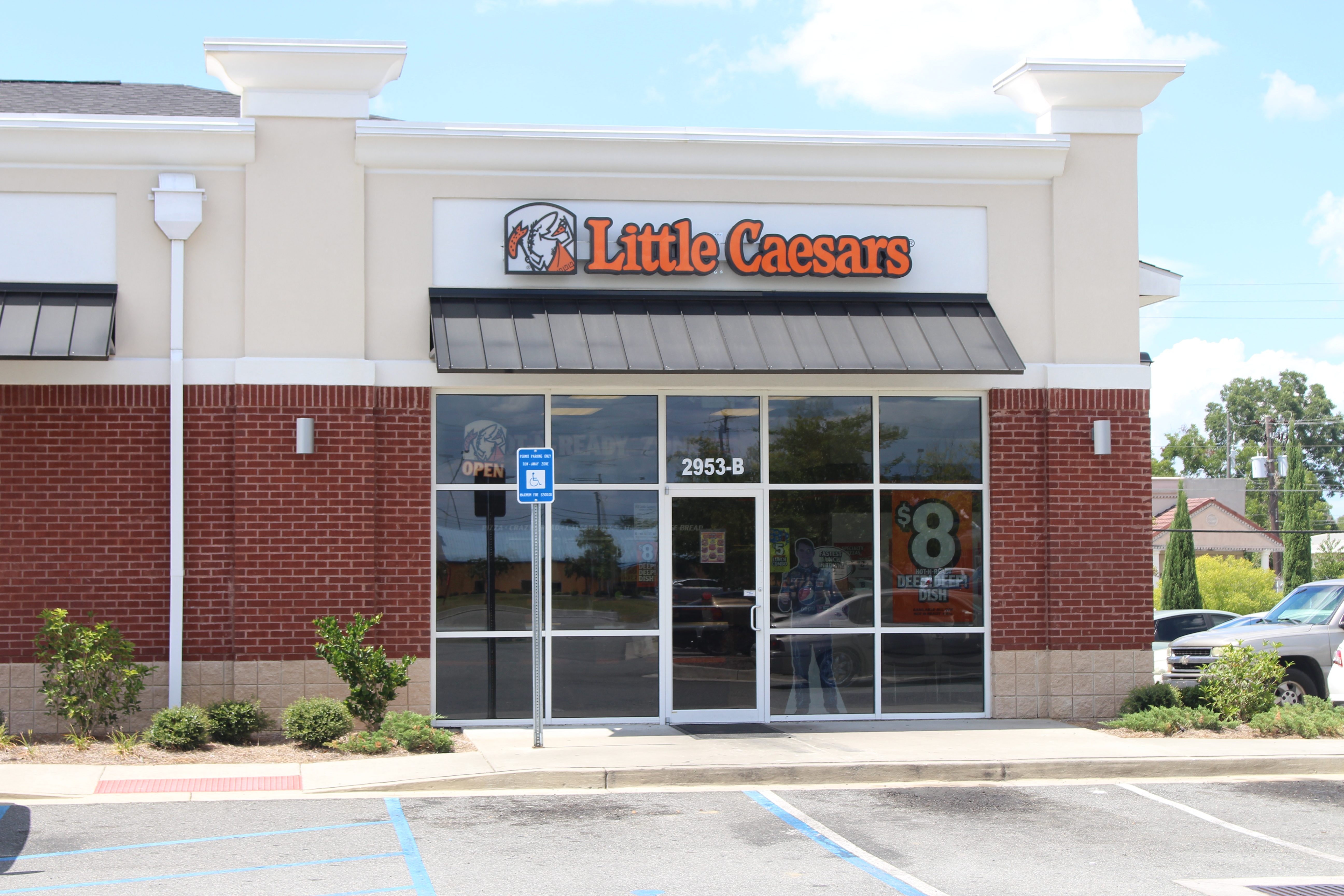
Restauracja Little Caesars w Valdosta w Georgii